# سلعة

أنواع السلع في الاقتصاد.

السلعة في الاقتصاد، عبارة عن شيء يفي بالاحتياجات البشرية ويوفر المنفعة، على سبيل المثال، إلى المستهلك الذي يقوم بالشراء. وهناك فارق واضح بين «السلع» التي تكون عبارة عن ممتلكات ملموسة (والتي يطلق عليها كذلك اسم السلع) والخدمات التي لا تكون مادية. ويمكن استخدام مصطلح السلع الأساسية كذلك كمرادف للسلع الاقتصادية، إلا أنه غالبًا ما يشير إلى المواد الخام والمنتجات الأساسية التي يمكن تسويقها.
ورغم أنه في النظريات الاقتصادية يتم اعتبار كل السلع على أنها ملموسة، إلا أنه في الواقع العملي هناك بعض الفئات المعينة من السلع، مثل المعلومات، لا تأتي إلا في أشكال غير ملموسة. على سبيل المثال، من بين السلع الأخرى، يعد التفاح شيئًا ملموسًا، في حين أن الأخبار تنتمي إلى فئة السلع غير الملموسة ولا يمكن تصورها والحصول عليها إلا من خلال أداة مثل الطباعة أو إذاعة أو حاسوب.

## السمات المفيدة للسلع
يمكن أن تزيد أو تقل فائدة السلع بشكل مباشر أو غير مباشر، ويمكن أن توصف بأنها لها منفعة حدية. وبعض الأشياء تكون مفيدة، إلا أنها لا تكون نادرة بدرجة تجعل لها قيمة مالية، مثل غلاف الأرض الجوي، ويشار إلى تلك الأشياء باسم «البضائع المجانية».
وفي الاقتصاد تعد السلعة السيئة عكس السلعة وبشكل مطلق، يعتمد تحديد ما إذا كان الشيء جيدًا أم سيئًا على كل مستهلك فردي، وبالتالي من الضروري إدراك أنه ليست كل السلع جيدة طوال الوقت، وأن ليس كل السلع جيدة لكل الأشخاص.

## أنواع السلع
يسمح تنوع السلع بتقسيمها إلى فئات مختلفة اعتمادًا على السمات المميزة لها، مثل إمكانية لمسها والمرونة (الترتيبية) ذات الصلة بها. وتختلف السلعة الملموسة مثل التفاح عن السلع غير الملموسة مثل المعلومات بسبب استحالة لمس الشخص للسلع غير الملموسة، في حين أن السلع الملموسة تشغل حيزًا في الفراغ. وتختلف السلع غير الملموسة عن الخدمات في أن السلع النهائية (غير الملموسة) يمكن نقلها ويمكن التداول عليها، في حين أنه لا يمكن فعل ذلك مع الخدمات.
كما تميز مرونة السعر بين الأنواع المختلفة من السلع، فالسلعة المرنة هي السلعة التي يحدث فيها تغير كبير نسبيًا بسبب حدوث تغير صغير نسبيًا في السعر، وبالتالي، يحتمل أن تكون جزءًا من مجموعة سلع بديلة، على سبيل المثال، عندما ترتفع أسعار الأقلام الحبر، يمكن أن يشتري المستهلكون الأقلام الرصاص بدلاً من ذلك. والسلعة غير المرنة هي السلعة التي لا توجد لها بدائل أو تكون بدائلها محدودة، مثل تذاكر الأحداث الرياضية الكبرى، والأعمال الأصلية التي ينتجها كبار الفنانين، والأدوية التي يصفها الأطباء للمرضى مثل الإنسولين. وغالبًا ما تكون السلع التكميلية أكثر مرونة من السلع في مجموعات البدائل. على سبيل المثال، إذا أدى الارتفاع في سعر اللحم البقري إلى حدوث انخفاض في كمية الطلب على اللحم البقري، من المحتمل أن يقل الطلب على فطائر الهامبورجر، رغم عدم التغير في أسعار الفطائر. والسبب في ذلك أن فطائر الهامبورجر واللحم البقري (في الثقافات الغربية) هي سلع تكميلية. ومن الضروري أن نلاحظ أن السلع التي تعتبر مكملة أو بديلة تنجم عن علاقات نسبية ويجب ألا يتم فهم تلك العلاقات في إطار مفرغ. وتعتمد درجة كون السلعة بديلة أو تكميلية على علاقاتها بالسلع الأخرى، وليس على السمات الجوهرية الخاصة بها، ويمكن أن يتم قياسها حسب المرونة المتبادلة على الطلب من خلال تنفيذ تقنيات إحصائية مثل التغاير والترابط.
ويوضح المخطط التالي تصنيف السلع حسب تفردها ودرجة تنافسيتها.

## تداول السلع
يمكن أن يتم تسليم السلع بشكل مادي إلى المستهلك. والسلع التي تكون عبارة عن سلع اقتصادية غير ملموسة يمكن تخزينها وتسليمها واستهلاكها فقط من خلال استخدام وسائل اتصالات.
ويمكن أن تشتمل السلع، سواء الملموسة أو غير الملموسة، على نقل ملكية المنتج إلى المستهلك. وغالبًا لا تشتمل الخدمات على نقل ملكية الخدمة ذاتها، إلا أنها يمكن أن تشتمل على نقل ملكية البضائع التي يتم تطويرها من خلال موفر خدمة في إطار الخدمة. على سبيل المثال، فإن توزيع الكهرباء بين المستهلكين عبارة عن خدمة يتم توفيرها من خلال شركة مرافق الكهرباء. ويمكن الاستفادة من تلك الخدمة فقط من خلال استهلاك الطاقة الكهربية، وهي متاحة في مجموعة متنوعة من مستويات الجهد، وفي تلك الحالة، تكون هي السلع الاقتصادية التي يتم إنتاجها من خلال شركة مرافق الكهرباء. في حين أن الخدمة (أي توزيع الطاقة الكهربية) عبارة عن عملية تبقى برمتها مملوكة لموفر الخدمة الكهربية، فإن السلع (أي الطاقة الكهربية) هي الشيء الذي يتم نقل ملكيته. ويصبح المستهلك مالكًا للطاقة الكهربية من خلال شرائها، ويمكن أن يستخدمها في أي أغراض مفيدة تمامًا مثل أي سلع أخرى.